# 征服猩球
《征服猩球》（英語：Conquest of the Planet of the Apes）是一部1972年出品的由J·李·汤普森执导的科幻电影。该片为1968年到1973年出品的由亚瑟·P·雅各布斯任制作人的五部“人猿星球”系列电影中的第四部。该剧探讨了猩猩们如何从人类的虐待中崛起，承接了1971年电影《逃离猩球》的剧情。该剧的续集《决战猩球》已于1973年上映。2011年上映的该系列重拍电影《猩球崛起》剧情与本片有些相近，但不完全是重拍。

## 演员列表
- 罗迪·麦克道尔：猩猩西泽（凯撒）
- 唐·默里：